# Schönberg (Alta Baviera)
Schönberg è un comune tedesco di 936 abitanti, situato nel land della Baviera.